# Скалинок (река)
Скалинок (укр. Скалинок) — река в Ивано-Франковском районе Ивано-Франковской области Украины, левый приток Студёного Потока (бассейн Днестра).

## Описание
Длина реки 6 км. Высота истока над уровнем моря — 295 м, высота устья — 280 м, падение реки — 15 м, уклон реки — 2,5 м/км. Формируется из нескольких безымянных ручьев.

## Расположение
Берёт начало на западной стороне села Верхняя Липица. Течет преимущественно на северо-запад через села Жёлчев и Данильче. На южной стороне села Пуков впадает в реку Студёный Поток, левый приток Гнилой Липы.